# 皇甫庄镇
皇甫庄镇是中国陕西省渭南市合阳县下辖的一个镇。

## 行政区划
皇甫庄镇下辖以下行政区：
皇甫庄村、黑镇村、河西坡村、白家寨村、邓家寨村、前尧头村、南营村、坊庄村、念吉村、陈峪村、申家河村